# بخش سیتاپور
بخش سیتاپور (به انگلیسی: Sitapur district) یک منطقهٔ مسکونی در هند است که در Lucknow Division واقع شده‌است. بخش سیتاپور ۵٬۷۴۳ کیلومتر مربع مساحت و ۴٬۴۸۳٬۹۹۲ نفر جمعیت دارد.